# لاري فلويد (سياسي)
لاري فلويد هو سياسي أسترالي، ولد في 13 يوليو 1908 في بروكن هيل في أستراليا، وتوفي في 6 أكتوبر 1999 في Footscray, Victoria ‏ في أستراليا. نشط حزبياً في حزب العمل الأسترالي (فرع فكتوريا) ‏. وقد انتخب عضو الجمعية التشريعية  في فيكتوريا ‏ عن دائرة Electoral district of Williamstown ‏ (28 مايو 1955 – 18 مايو 1973).